# 費爾維尤鎮區 (明尼蘇達州萊昂縣)
費爾維尤鎮區（英語：Fairview Township）是位於美國明尼蘇達州萊昂縣的一個行政鎮區。

## 歷史
費爾維尤鎮區於1873年設立，得名自當地優美的景色。

## 地方資料
費爾維尤鎮區的面積為85.01平方千米，皆為陸地。根據2020年美國人口普查的數據，當地共有人口374人，而人口密度為每平方千米4.4人。